# Saraswathi Sundaram
Saraswathi Sundaram (* 27. Januar 1985) ist eine indische Leichtathletin, die sich auf den Speerwurf spezialisiert hat.

## Sportliche Laufbahn
Ihren ersten internationalen Wettkampf bestritt Saraswathi Sundaram im Jahr 2009, als sie bei den Asienmeisterschaften in Guangzhou mit einer Weite von 51,15 m den sechsten Platz im Speerwurf belegte. Im Jahr darauf gelangte sie bei den Commonwealth Games in Neu-Delhi mit 51,51 m auf den achten Platz und anschließend wurde sie bei den Asienspielen in Guangzhou mit 47,43 m Zehnte.
In den Jahren von 2008 bis 2010 wurde Sundaram indische Meisterin im Speerwurf.